# AB-300
La AB-300 es una carretera provincial de la Red de Carreteras de Albacete (España) que transcurre por Albacete entre la N-340 y la N-301.
Es una carretera convencional de una sola calzada con un carril por sentido que da acceso al Parador de Albacete. Tiene 2,4 km de longitud.